# 筒井順弘
筒井 順弘（つつい じゅんこう）は、室町時代中期の武将。大和国の国人筒井氏当主。筒井順覚の長男。

## 略歴
西大寺僧侶だったが、永享6年（1434年）に父が大和永享の乱の最中に越智維通に討たれたため、実家に戻り当主となった。弟・成身院光宣が幕府方に参加したため戦局は優位に転じ、永享11年（1439年）に維通を討ち取った。
しかし、父が幕府から与えられた摂津河上五ヶ関の代官職を巡って光宣と対立、もう1人の弟・順永を当主に擁立した光宣に敗れて筒井城から追放された。
嘉吉3年（1443年）、越智家栄の援助で筒井城を奪回したが、家臣の支持を得られず間もなく殺害された。死後、大乗院門跡経覚一派と光宣・順永兄弟が大和を2分して河上五ヶ関代官職の争奪戦を繰り広げて行く事になる。